# Elek Gozsdu
Elek Gozsdu (sau Gojdu) (n. 28 noiembrie 1849, Ercsi, Regatul Ungariei, Imperiul Austriac – d. 26 mai 1919, Timișoara, Regatul Sârbilor, Croaților și Slovenilor) a fost un avocat și scriitor de etnie română din Ungaria, nepotul celebrului avocat și luptător pentru drepturile românilor din Transilvania Emanoil Gojdu. Elek Gozsdu a decedat în Timișoara cu doar câteva luni înainte de unirea acesteia cu Regatul României.

## Biografie
Familia lui Elek Gozsdu provenea din Macedonia și avea origine sârbo-română. Elek Gozsdu a studiat dreptul la Universitatea Regală din Pesta și în 1880 a devenit colaborator al publicației Függetlenség.

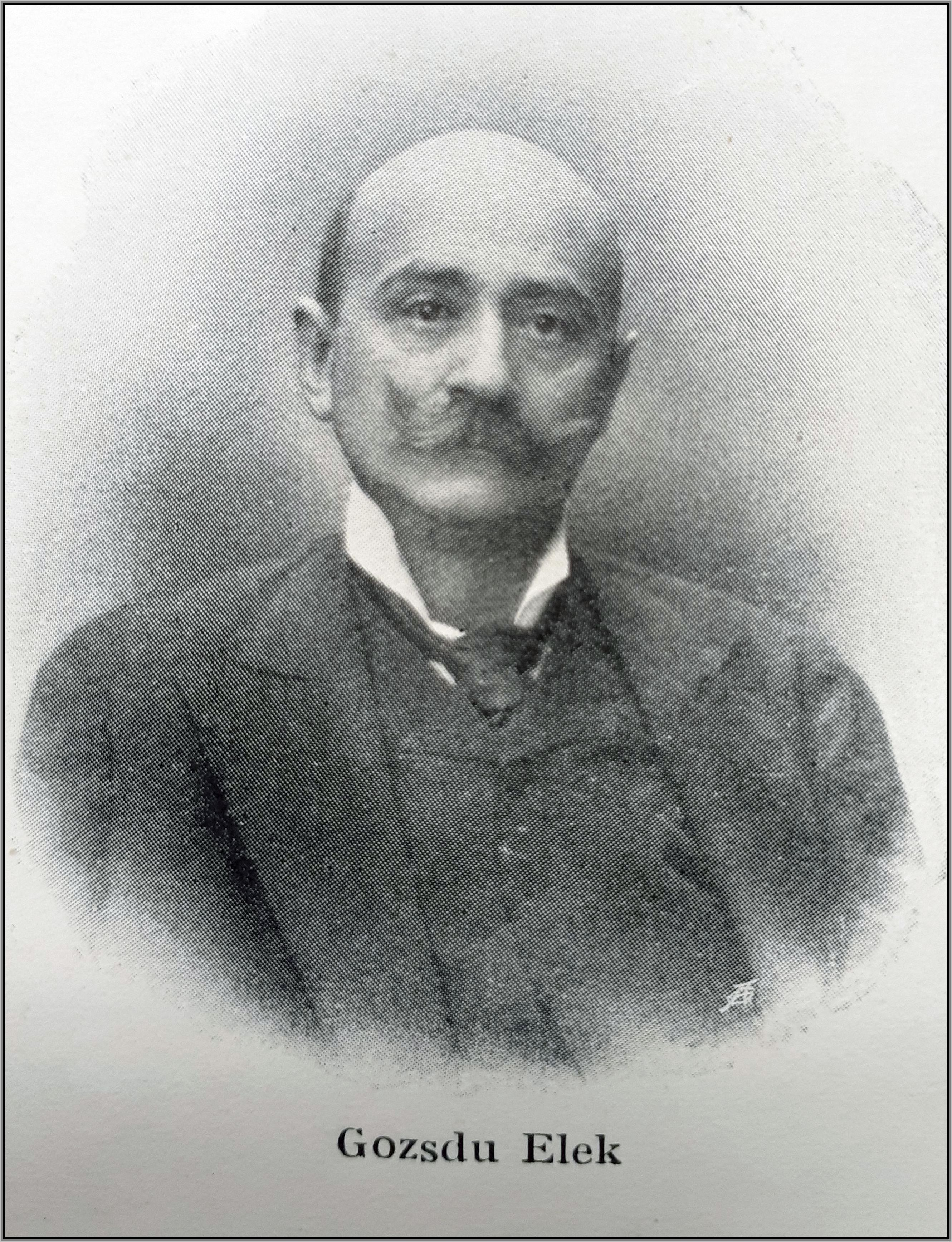
Elek Gozsdu în 1913

În 1885 a fost procuror adjunct la Biserica Albă și apoi la Pesta. Mai târziu a fost procuror regal la Caransebeș și din 1892 la Timișoara.

## Lucrări mai importante
- Az aranyhajú asszony (Femeia cu părul auriu), roman (1880)
- Köd, roman (1882)
- Tantal, povești (1886)
- A félisten (Jumătate de Dumnezeu), piesă (1908)
- A karrier (O carieră), piesă (1911)
- A nemes rozsda (Rugina nobilă), povestiei selectate (1955).